# Ariyalur
Ariyalur é uma cidade do distrito de Ariyalur no estado de Tamil Nadu, Índia. Sua população é de 27.830 habitantes.

## Geografia
- Latitude: 11° 7' 60 N
- Longitude: 79° 4' 60 E
- Altitude: 75m acima do nível do mar.